# Maurijsko Carstvo
Godine 322. pr. Kr. mladi plemić i veliki ratnik Čandragupta Maurya svrgnuo je s vlasti strane guvernere što ih je u zapadnoj Indiji postavio Aleksandar Veliki. Čandragupta i njegovi nasljednici potom su osnovali Maurijsko Carstvo[nedostaje izvor] (sanskrt: मौर्य, maurya), ujedinivši gotovo cijelu Indiju, Afganistan i područje današnjeg Pakistana i tako je prvi put nastala velika nacija. Carstvo je svoj vrhunac dostiglo za vladavine svog najvećeg vladara – Čandraguptinog unuka Ašoke koji je u Indiju uveo budizam.

## Porijeklo carstva
Kad su Aleksandar i njegova vojska bitkom preuzeli današnji Punjab,  njegova je vladavina trajala samo nekoliko godina. Iz baze u Pataliputri, Čandragupta je osvojio susjedno kraljevstvo Magadhu i probio se prema zapadu kroz Aleksandrove posjede u Punjabu.

### Ašoka
Godine 261. Ašoka je osvojio južnu državu Kalingu. U bitki je ubijeno na tisuće ljudi, i taj pokolj je toliko užasnio Ašoku da ga je zauvijek odvratio od nasilja. Preobratio se na budizam i svoj život posvetio mirnom vladanju. U vrijeme Ašokine vladavine carstvo je doseglo vrhunac. Ašoka je dao mnoge svoje edikte (izreke) upisati u stijene, spilje ili na specijalno građene stupove diljem Indije. Ti natpisi savjetuju životnu toleranciju, nenasilje, jednostavnost i vegetarijanstvo. Opisuju cara koji je jednom napisao: "Svi su ljudi moja djeca", kao težnju za blagostanjem svojih podanika.

### Vladanje Carstvom
Vlast Maurya bila je dobro organizirana. Državna služba nadgledala je rađanje, umiranje, useljavanje, proizvodnju, proizvodne zanate, trgovinu i ubiranje poreza. Pravni sustav predviđao je teške kazne za prekršitelje zakona. Dva cara koji su stigli prije Ašoke podržavali su sustav s vojskom od 700.000 vojnika i tajnom policijom koja je slala špijune po cijelom carstvu.

## Vjerska tolerancija
Ašoka je za održavanje carstva koristio takozvanu dharmu, ideju načela ispravnog razmišljanja, a ne osvajanja. Zagovarao je politiku vjerske tolerancije među plemićima i državnim službenicima, a ta mu je politika pomogla ujediniti carstvo u kojem su živjeli narodi različitih religijskih uvjerenja.
- Stupe

Ašoka je financirao gradnju brojnih budističkih svetišta ili stupa. To su bila mjesta hodočašća budista, a rezbarije u njima poticale su na molitvu i meditaciju. Mnoge su ponovo izgrađene, no ulazna vrata su iz perioda Maurya.

### Budizam u Maurijskom Carstvu
Budizam je postao glavna religija tijekom perioda Maurya i mnogi zanatlije počeli su izrađivati prelijepe vjerske potrepštine, osobito od steatita. Među njima su i relikvijari (posude za svete relikvije) te simboli na kojima su se temeljile budističke ideje, primjerice Kotač zakona. Žbice kotača simboliziraju svjetlosne zrake, ili prosvjetljenje, koje sja s Budhe.

### Vremenske tablice
| Periodi vladavine dinastije Maurya |                   |                |
| Vladari                            | Početak vladavine | Kraj vladavine |
| Čandragupta Maurya                 | 322. pr. Kr.      | 298. pr. Kr.   |
| Bindusara                          | 297. pr. Kr.      | 272. pr. Kr.   |
| Ašoka Veliki                       | 273. pr. Kr.      | 232. pr. Kr.   |
| Dasaratha                          | 232. pr. Kr.      | 224. pr. Kr.   |
| Samprati                           | 224. pr. Kr.      | 215. pr. Kr.   |
| Salisuka                           | 215. pr. Kr.      | 202. pr. Kr.   |
| Devavarman                         | 202. pr. Kr.      | 195. pr. Kr.   |
| Satadhanvan                        | 195. pr. Kr.      | 187. pr. Kr.   |
| Brihadratha                        | 187. pr. Kr.      | 185. pr. Kr.   |

| Godine                          | Povijesne značajke                                                                    |
| ------------------------------- | ------------------------------------------------------------------------------------- |
| 322. pr. Kr.                    | Čandragupta Maurya utemeljuje Maurijsko Carstvo.                                      |
| oko 301. pr. Kr. – 269. pr. Kr. | Vladavina Bindusare, Čandraguptinog sina. On osvaja dijelove Dekana na jugu Indije.   |
| 261. pr. Kr.                    | Ašoka osvaja kraljestvo Kalinga.                                                      |
| oko 250. pr. Kr.                | Ašoka gradi budističke stupe i podiže stupe s natpisima.                              |
| 184. pr. Kr.                    | Carstvo propada nakon što je posljednjeg cara Brihadnathu ubila suparnička dinastija. |

## Vanjske poveznice
- The Mauryan Empire  Arhivirana inačica izvorne stranice od 10. veljače 2008. (Wayback Machine)
- Mauryan Empire of India  Arhivirana inačica izvorne stranice od 27. studenoga 2012. (Wayback Machine)
- Extent of the Empire
- The Mauryan Empire from Britannica  Arhivirana inačica izvorne stranice od 15. prosinca 2007. (Wayback Machine)
- Ashoka and Buddhism  Arhivirana inačica izvorne stranice od 13. siječnja 2007. (Wayback Machine)
- Ashoka's Edicts